# Regno di Karangasem
Il regno di Karangasem (Balinese: ᬓᬘ᭄ᬭᬶᬢᬓᬭᬗᬲᭂᬫ᭄, Krajaan Karaṅasĕm) fu uno degli antichi stati componenti l'Indonesia che si trova sull'isola orientale di Bali Che fu fondata nel 1666 sconfiggendo il regno di Klungkung/Gelgel che un tempo governava l'intera isola di Bali, in particolare la parte orientale, Non solo controllavano Bali sulla costa orientale ma controllavano anche l’intera isola di Lombok Nel 1849 fondarono un piccolo regno a Lombok. Lombok fu colonizzata da Karangasem per più di 2 secoli finché gli olandesi arrivarono sull'isola di Lombok e intervennero espulsi i governanti Karangasem nel 1891.
Nel suo periodo di massimo splendore, questo regno un tempo governava da est a ovest di Bali Il re di Karangasem fu molto abile nell'espandersi collaborando con i regni in guerra di Bali a quel tempo, Questo regno si espanse anche nella vicina isola di Bali, cioè Lombok, il regno di Karangasem, approfittando del conflitto tra il re di Lombok e il re di Sumbawa che erano in guerra. Karangasem aiutò Lombok ad espellere Sumbawa e il re di Lombok diede al sovrano di Karangasem terra vuota nella parte orientale di Lombok, consentendo agli agricoltori di Karangasem di coltivare lì. Il potere di Karangasem si sta espandendo sempre più a Lombok, controllano Lombok est, da nord a sud, il Regno di Lombok si sta indebolendo sempre più a causa della guerra civile nell'est, Vedendo questa opportunità, il re di Karangasem inviò le sue truppe ad attaccare Lombok e alla fine Lombok fu definitivamente sconfitto. Il dominio di Karangasem durò quasi 2 secoli. Il dominio di Karangasem influenzò notevolmente la cultura di Lombok, in particolare dalle danze tradizionali, agli abiti tradizionali alla lingua influenzata da Regno di Karangasem da Bali.

## Storia
Nel XVII secolo, l'area del regno di Karangasem si trovava sottoposta all'autorità del Regno di Gelgel, con il suo re I Dewa Karangamla che aveva residenza a Selagumi (Balepunduk). I Dewa Karangamla sposò la vedova di I Gusti Arya Batanjeruk, il governatore reale che si era ribellato all'autorità regia ed era stato ucciso nel villaggio di Bungaya, a condizione che dopo il suo secondo matrimonio, il figlio della vedova, Batanjeruk, sarebbe diventato sovrano. Questa condizione prevedeva inoltre che I Dewa Karangamla si trasferisse da Selagumi a Batuaya. Il passaggio del potere al figlio della vedova di Batanjeruk, segnò l'inizio dell'istituzione del regno di Karangasem che fu tenuto dalla dinastia Batanjeruk sino a tutta la sua durata.

### La conquista di Buleleng e Lombok e la conquista di Karangasem da parte degli olandesi

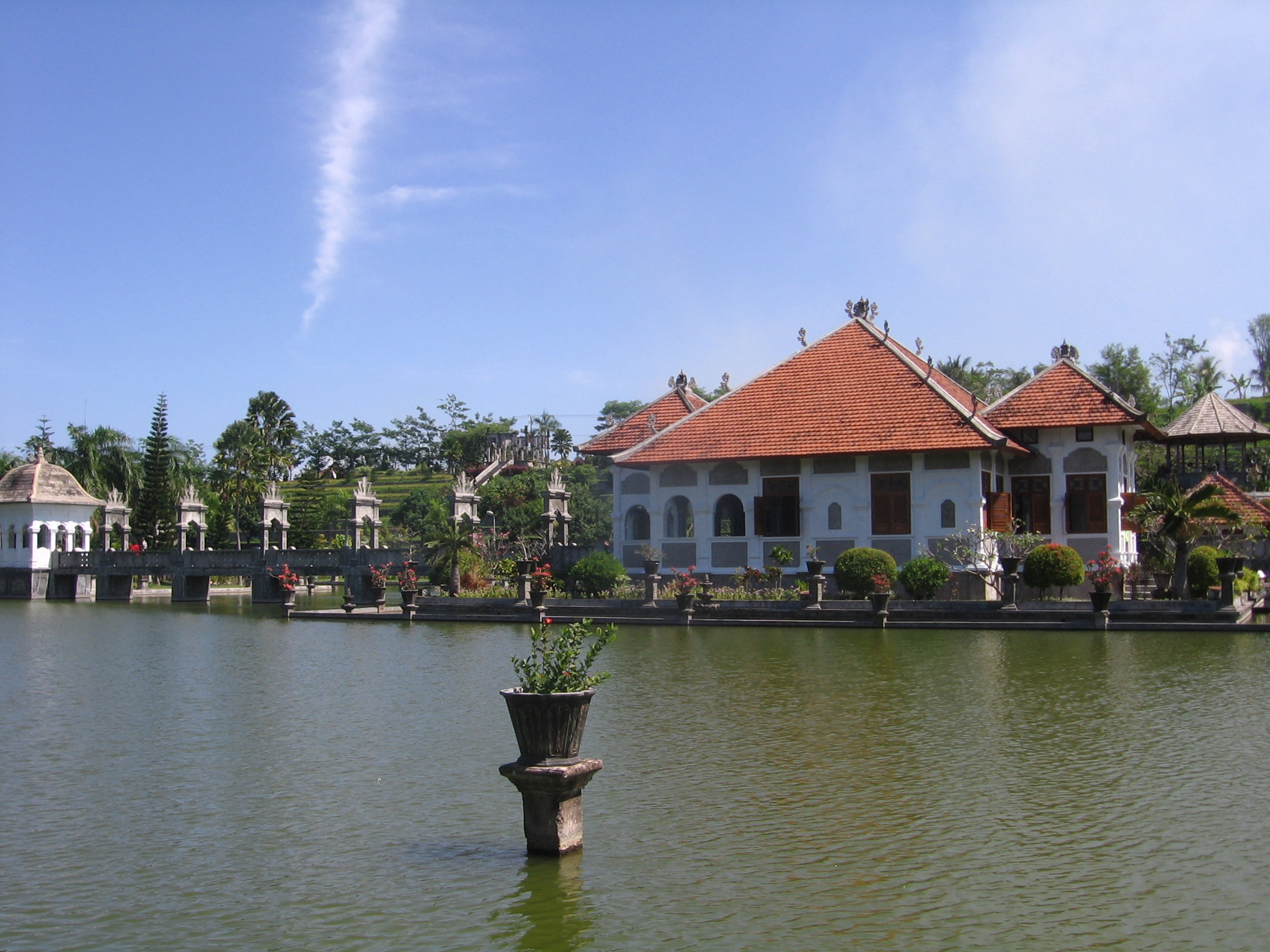
Il palazzo reale di Karangasem nel 2014

Dopo la morte di re I Gusti Ketut Karangasem Anglurah, il regno di Karangasem venne retto da I Gusti Gede Karangasem nel periodo 1801-1806. A quel tempo il territorio del regno di Karangasem si stava ingrandendo, ampliando il proprio potere cercando di estendere il proprio controllo anche su Buleleng e Jembrana. Dopo la sua morte, a I Gusti Gede Ngurah Karangasem succedette suo figlio, I Gusti Lanang Peguyangan, noto anche come I Gusti Gede Lanang Karangasem.
Dallo scontro, ad ogni modo, il Regno di Buleleng risultò vincente contro il regno di Karangasem e per questo motivo I Gusti Lanang Peguyangan venne costretto ad abdicare in favore del suo rivale, I Dewa Pahang. Il trono locale venne però rivendicato da un servitore reale di nome I Gusti Bagus Karang che nel 1827 riuscì a rovesciare I Gusti Lanang Peguyangan (che fuggì a Lombok) ed a proclamarsi sovrano del restaurato regno di Karangasem.

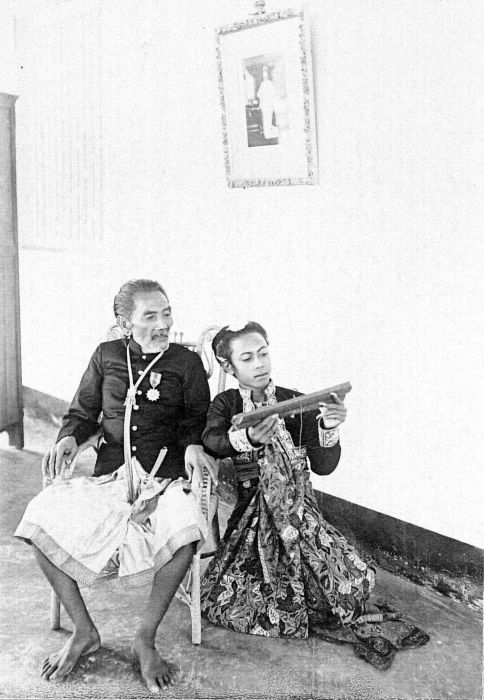
Gusti Gede Jelantik e suo figlio, Gusti Bagus Jelantik, al palazzo reale di Karangasem (c. 1900).

A quel punto, I Gusti Bagus Karang prese la decisione di attaccare il regno di Lombok, sia con l'intento di eliminare un pericoloso rivale, sia perché tale regno aveva dato asilo al proprio oppositore politico. In questa situazione già complessa, il sovrano di Buleleng, I Gusti Ngurah Made Karangasem, decise di attaccare il regno di Karangasem per riannetterlo alla propria sfera d'influenza e, quando riuscì a prendere la capitale, nominò quale nuovo sovrano suo genero I Gusti Gede Cotong. Dopo che I Gusti Gede Cotong fu ucciso a causa delle lotte intestine per il potere, il trono di Karangasem venne occupato dal cugino del re di Buleleng, I Gusti Ngurah Gede Karangasem.
La lotta contro Lombok aveva avuto un successo parziale, e gruppi di aristocratici balinesi del regno di Karangasem avevano quindi iniziato a controllare la parte occidentale dell'isola di Lombok.
Nel corso del XIX secolo, con l'avanzata della Compagnia olandese delle Indie orientali, nel regno come in altri stati nativi locali si svilupparono movimenti di resistenza all'invasione degli europei che portarono però infine alla conquista del regno da parte delle truppe olandesi nel 1908 e la detronizzazione della famiglia. Gli olandesi, intenzionati a mantenere il regno come stato fantoccio, lo ripristinarono sotto la dinastia degli Anak che lo ressero sino all'inclusione nella repubblica indonesiana nel 1950.
Tra il 18 ed il 19 febbraio del 1942, il regno venne occupato dalle truppe giapponesi durante la seconda guerra mondiale.

## Re di Karangasem
- Gusti Nyoman Karang (1600)[1]
- Anglurah Ketut Karang
- Anglurah Nengah Karangasem

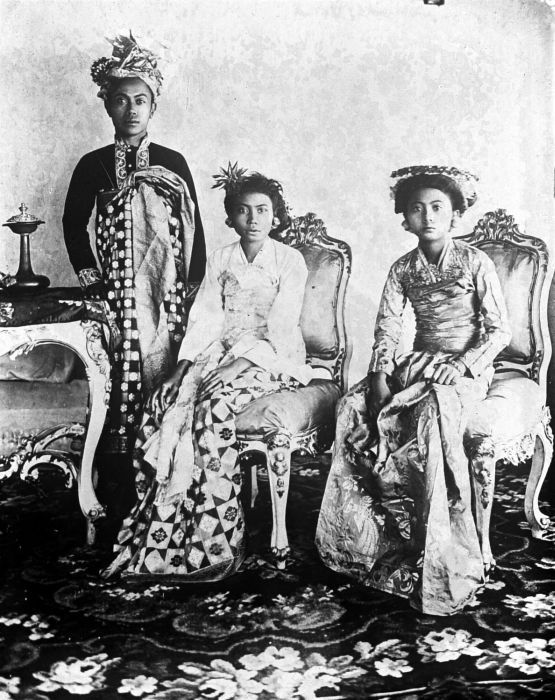
Anak Agung Agung Anglurah Ketut Karangasem con le sue mogli. I mobili del palazzo reale di Karangasem mostrati nella foto erano un regalo della regina Guglielmina dei Paesi Bassi.

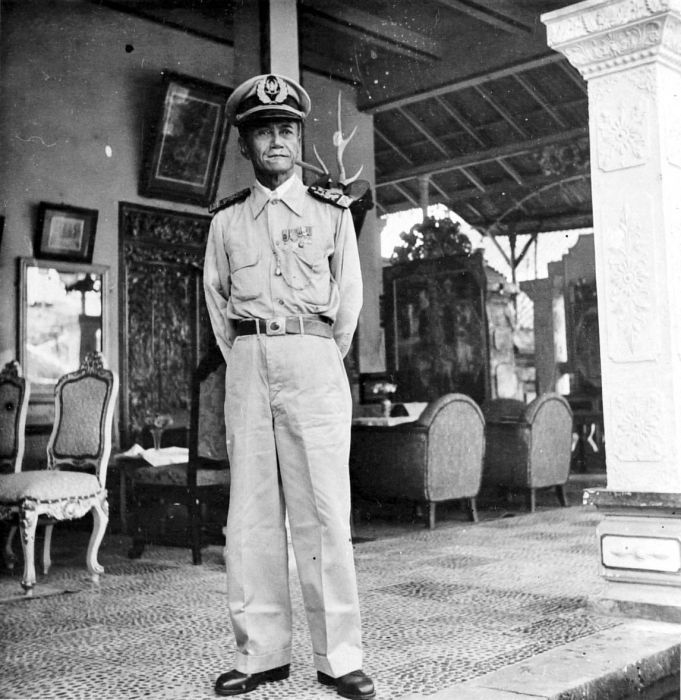
Anak Agung Agung Anglurah Ketut Karangasem presso il palazzo reale di Karangasem, in una fotografia del 1949.

- Anglurah Ketut Karangasem (1691-1692)
- Anglurah Made Karang
- Gusti Wayahan Karangasem (w. 1730)
- Anglurah Made Karangasem Sakti alias Bagawan Atapa Rare (1730-1775)
- Gusti Gede Ngurah Karangasem (1775–1806)
- Gusti Gede Ngurah Lanang (1° regno, 1806–1822)
- Gusti Gede Ngurah Pahang (1822)
- Gusti Gede Ngurah Lanang (2° regno, 1822-1828)
- Gusti Bagus Karang (1828–1838)
- Gusti Gede Ngurah Karangasem (1838–1849)
- Gusti Made Jungutan alias Gusti Made Karangasem (1849-1850)
- Gusti Gede Putu (sebagai penguasa bawahan, 1850-1893)
  - Gusti Gede Oka (sebagai penguasa bawahan, 1850-1890)
- Gusti Gede Jelantik (1890–1908)
- Anak Agung Agung Anglurah Ketut Karangasem (1908-1967)
- Anak Agung Agung Made Jelantik (1967-2007)[2]
- Anak Agung Agung Gede Putra Agung (2009-oggi)[3]